# Angelo Marchese

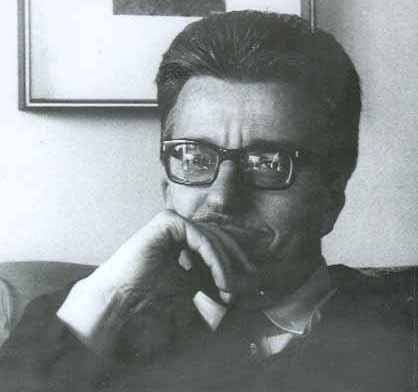
Angelo Marchese

Angelo Marchese (Genova, 16 aprile 1937 – Firenze, 10 gennaio 2000) è stato un critico letterario, semiologo e insegnante italiano.

## Biografia
Laureatosi in lettere antiche presso l'Università degli Studi di Genova, si dedicò all'insegnamento dell'italiano e del latino presso il Liceo scientifico Enrico Fermi e il Liceo classico Cristoforo Colombo di Genova, ed in seguito presso alcuni istituti fiorentini, tra i quali il Liceo classico Niccolò Machiavelli fino al 1999 (tra i suoi allievi, gli italianisti Stefano Verdino e Raoul Bruni, e lo scrittore Enzo Fileno Carabba).
Appassionato studioso dell’Ottocento e del Novecento, si specializzò nella critica letteraria e collaborò a diverse riviste di italianistica, tra cui la genovese Resine. In precedenza aveva collaborato con la rivista genovese Il Gallo, di orientamento religioso-filosofico, pubblicata dall'omonimo circolo culturale presso cui tenne numerose conferenze, soprattutto sulle Lettere di Paolo.
Fu uno dei maggiori esponenti della corrente semiologico-strutturalista della critica letteraria in Italia; in particolare, fu molto attento a coniugare e anche a promuovere (la maggior parte delle sue opere sono tese proprio a questo, essendo lui docente nei licei) questo indirizzo critico con l'insegnamento scolastico della letteratura italiana ma non solo. La peculiarità di Angelo Marchese era proprio questa, nell'ambito della corrente critica cui apparteneva, e perciò i suoi scritti sono caratterizzati da un'elevata leggibilità e chiarezza, avendo intenti scientifici ed anche, nel senso più nobile del termine, divulgativi.
Scrisse diversi saggi. Sono soprattutto noti quelli su Alessandro Manzoni, Eugenio Montale e Italo Calvino.
La corrispondenza con Montale e con Calvino è conservata all'Archivio Contemporaneo "Alessandro Bonsanti" di Firenze. Oltre ai carteggi, nella stessa sede sono conservati un fondo librario con esempi di testi curati dallo stesso autore, oltre ad alcuni volumi di critica e di linguistica.
Dieci lettere di Eugenio Montale, risalenti agli anni tra il 1973 e il 1979, sono state pubblicate da  Stefano Verdino, nell'appendice alla monografia scritta da Marchese e pubblicata dalla casa editrice SEI nel 1996, intitolata Amico dell'invisibile. La personalità e la poesia di Eugenio Montale.
Alcune minute di Marchese indirizzate a Montale sono state poi pubblicate, sempre a cura di Verdino, dalla San Marco dei Giustiniani di Genova nel 2002 in Le sono grato. Lettere di Eugenio Montale e Angelo Marchese (1973-1979); due lettere di Italo Calvino, del 1973 e del 1982, sono state pubblicate da Bulzoni nel 1994 in L'enigma Manzoni. La spiritualità e l'arte di uno scrittore «negativo».

## Opere

### Saggi
- Angelo Marchese, Manzoni in Purgatorio, a cura di Cristiana Freni, nuova edizione, Novara, Interlinea edizioni, 2009  [1982], ISBN 978-88-8212-616-2.
- Angelo Marchese, Amico dell'invisibile. La personalità e la poesia di Eugenio Montale, nuova edizione, Novara, Interlinea edizioni, 2006.
- Emmanuel Mounier. Tra pensiero e impegno. Una filosofia a servizio della persona, LAS, 2005
- Montale. La ricerca dell'altro, EMP, 2000
- Letteratura italiana intertestuale. Per le Scuole superiori vol. 5di Marchese Angelo, Ballerini Roberto, Verdino Stefano - D'Anna, 1999
- Letteratura italiana intertestuale. Per le Scuole superiori vol. 6 (con Roberto Ballerini e Stefano Verdino) D'Anna, 1998
- Amico dell'invisibile. La personalità e la poesia di Eugenio Montale, SEI, Torino 1996
- Angelo Marchese, Il testo letterario. Avviamento allo studio critico della letteratura, Torino, SEI, 1994.
- Angelo Marchese, L'enigma Manzoni. La spiritualità e l'arte di uno scrittore «negativo», Roma, Bulzoni, 1994.
- Storia intertestuale della letteratura italiana. Il Cinquecento, il Seicento e il Settecento: dal Rinascimento all'illuminismo, D'Anna, Messina-Firenze 1992
- Storia intertestuale della letteratura italiana. Il Duecento, il Trecento e il Quattrocento: dal Medioevo all'Umanesimo, D'Anna, Messina-Firenze 1991
- Storia intertestuale della letteratura italiana. L'Ottocento: dal preromanticismo al decadentismo, D'Anna, Messina-Firenze 1990
- Storia intertestuale della letteratura italiana. Il Novecento: dalle avanguardie ai contemporanei,  D'Anna, Messina-Firenze 1990
- Il segno letterario, D'Anna, Messina-Firenze 1987
- Angelo Marchese, Guida alla lettura di Manzoni, Milano, Mondadori, 1987.
- Angelo Marchese, Come sono fatti "I promessi sposi", Milano, Mondadori, 1986.
- Angelo Marchese, L'officina della poesia. Principi di poetica, Milano, Mondadori, 1985.
- Angelo Marchese, L'officina del racconto. Semiotica della narratività, Milano, Mondadori, 1983.
- Guida alla Divina Commedia. Inferno, SEI, Torino 1983, n. ed. 1993
- Guida alla Divina Commedia. Purgatorio, SEI, Torino 1983, n. ed. 1993
- Guida alla Divina Commedia. Paradiso, SEI, Torino 1983, n. ed. 1993
- Introduzione alla semiotica della letteratura, SEI, Torino 1981
- La battaglia degli illuministi, SEI, Torino 1979
- Pratiche comunicative, Principato, Milano 1979
- Dizionario di retorica e di stilistica, Mondadori, Milano 1978, 3ª ed. ampliata e aggiornata 1981, 4ª ed. in altra collana 1984, n. ed. 1991
- Giacomo Leopardi, Bulgarini, Firenze 1976 (con Stefano Verdino)
- Angelo Marchese, L'analisi letteraria, Torino, SEI, 1976.
- Metodi e prove strutturali, Principato, Milano 1974, 2ª ed. 1979
- Angelo Marchese, Le strutture della critica letteraria, Torino, SEI, 1972.
- Il segno e il senso (con Attilio Sartori), Principato, Milano 1970
- Il senso della laicità, Dehoniane, Bologna, 1968; ristampa LAS, Roma, 2006

### Edizioni di opere letterarie
- Alessandro Manzoni, I promessi sposi, collana Scrittori italiani di ieri e di oggi, Milano, Mondadori, 1987, ISBN 8804262362.
- Eugenio Montale, Poesie, collana Scrittori italiani di ieri e di oggi, Milano, Mondadori, 1991, ISBN 8824700764.

## Riconoscimenti
- Per Angelo Marchese, 5-6 febbraio 2010, Genova, ricordo organizzato dalla facoltà di Lettere e dal liceo Colombo (Associazione Amici del Colombo); in tale occasione, al Colombo è stata anche apposta una targa commemorativa e intitolata ad Angelo Marchese l'aula multimediale.
- Ricordo al Gabinetto Vieusseux, Firenze, 17 maggio 2010 ore 17, a dieci anni dalla morte. Relatori Franco Contorbia, Anna Dolfi e Riccardo Scrivano. Lettura di testi creativi di Angelo Marchese, voce di Mario Cordova.